# Делян Добрев
Делян Александров Добрев е български икономист и политик от партията на ГЕРБ, министър на икономиката, енергетиката и туризма в първото правителство на Бойко Борисов от 21 март 2012 до 13 март 2013 година. Народен представител в XLI, XLII, XLIII, XLIV, XLV, XLVI, XLVII,XLVIII,XLIX, L и LI народно събрание.

## Биография

### Ранен живот и образование
Делян Добрев е роден през 14 май 1978 г. в Хасково. През 2002 г. се дипломира като бакалавър по икономика в Уеслианския университет, гр. Мидълтаун, щата Кънектикът, САЩ, а по-късно и като магистър в Университета за национално и световно стопанство. Има специализации по счетоводство и финанси в Лондонското училище по икономика и политически науки.
Добрев е експерт по управление на европейски проекти, финансово и данъчно законодателство. Професионалната му кариера започва в консултантската компания KPMG в Торонто, Канада и „Нютон Финанс Мениджмънт Груп“ в София. След като се завръща в България, работи в Областната управа на Област Хасково, като ръководител на проекти с европейско финансиране в Агенцията за подпомагане развитието на малкия и средния бизнес, в Районния съд в Хасково, Алианса за регионално сътрудничество и развитие и другаде.

### Политическа кариера
От 2009 г. е депутат от ГЕРБ в XLI НС, където е заместник-председател на Комисията по икономическа политика, икономика и туризъм и член на Комисията по бюджет и финанси.
На 18 май 2011 г. става заместник-министър на икономиката, енергетиката и туризма с ресор енергетика на мястото на подалия оставка Марий Косев.
На министър Трайчо Трайков е поискана оставката след провала на бизнес форума в Катар по време на официалното посещение начело с министър-председателя. Добрев първоначално заявява, че ще подаде и своята оставка като член на екипа на министъра. По-късно приема да поеме министерския пост на мястото на Трайков. Преди встъпването си в длъжност Делян Добрев заявява: „Не държа особено на тази работа министър, приемам я като отговорност“.
Избран е за депутат в XLIII народно събрание. От 28 ноември 2014 г. е председател на парламентарната комисия по енергетика.
През 2017 г. Добрев подава оставка от всички заемани от него постове след разразил се скандал, придобил популярност с името „кумгейт“, за който е обвинен от депутатката Елена Йончева, че е кадрувал по роднинска линия в Община Хасково. Обвиненията не са доказани.
Прецедент в парламентарното управление на Република България е гласуването на доброволно подадена оставка. Политическите опоненти на Добрев от парламентарната група на БСП сезират конституционния съд за подадената оставка отхвърлена чрез гласуване, преди произнасянето на конституционния съд Делян Добрев оттегля оставката си. Конституционния съд се произнася, че конституцията на Република България е нарушена и парламентът няма право да отхвърля доброволно подадена оставка.